# Туялас
Туялас (устар. Туаллс) — река в России, протекает по Баймакскому району Республики Башкортостан. Сливаясь с ручьём Тукан образует Тугажман (приток Худолаза). Длина реки составляет 11 км.
Туялас берёт начало на восточном склоне хребта Ирендык и течёт на северо-восток. Вблизи истока он принимает справа свой первый приток — сезонный ручей Багырма. Дотекая до села Исянбетово водоток резко меняет направление течения на юго-восточное. Далее Туялас протекает через Большебасаево, и, сливаясь с ручьём Тукан, образует Тугажман, входящий в речную систему реки Урал.
Долина верховья реки покрыта лесом; лес встречается участками также в центральной и нижней частях долины Туяласа.

## Данные водного реестра
По данным государственного водного реестра России относится к Уральскому бассейновому округу, водохозяйственный участок реки — Урал от Магнитогорского гидроузла до Ириклинского гидроузла, речной подбассейн реки — Подбассейн отсутствует. Речной бассейн реки — Урал (российская часть бассейна).